# Henri Lartigue
Pour les articles homonymes, voir Lartigue.
Henri Lartigue (Saint-Mandé, 30 septembre 1830 - Paris, 17 novembre 1884) est un ingénieur français et inventeur du système de signalisation ferroviaire qui porte son nom.

## Biographie
Son invention consiste en l'enclenchement électrique des signaux protégeant deux cantons successifs. On parle alors d'électro-sémaphore Lartigue. Le premier système de ce type fut installé en 1874 par la Compagnie des chemins de fer du Nord sur la section Paris-Creil.
Ce système, comme d'autres Block Manuels, a fonctionné sans problèmes sur de nombreuses voies principales SNCF jusqu'au milieu des années 1980, mais ceux-ci exigeaient la présence permanente d'un agent dans chaque gare ouverte au cantonnement (forte sujétion sur le débit de la ligne). Pour plus de visibilité et moins de sujétions aux intempéries, les grandes ailes ont souvent été remplacées par des signaux lumineux implantés de part et d'autre des gares, le mât d'origine, tronqué, ne supportant plus que les ailerons d'annonce des circulations.
Il inventa également le témoin électrique de verrouillage des aiguillages. Il entra ensuite à la Société des téléphones et déposa de nombreux brevets sur l'utilisation de l'électricité en signalisation.

## Galerie

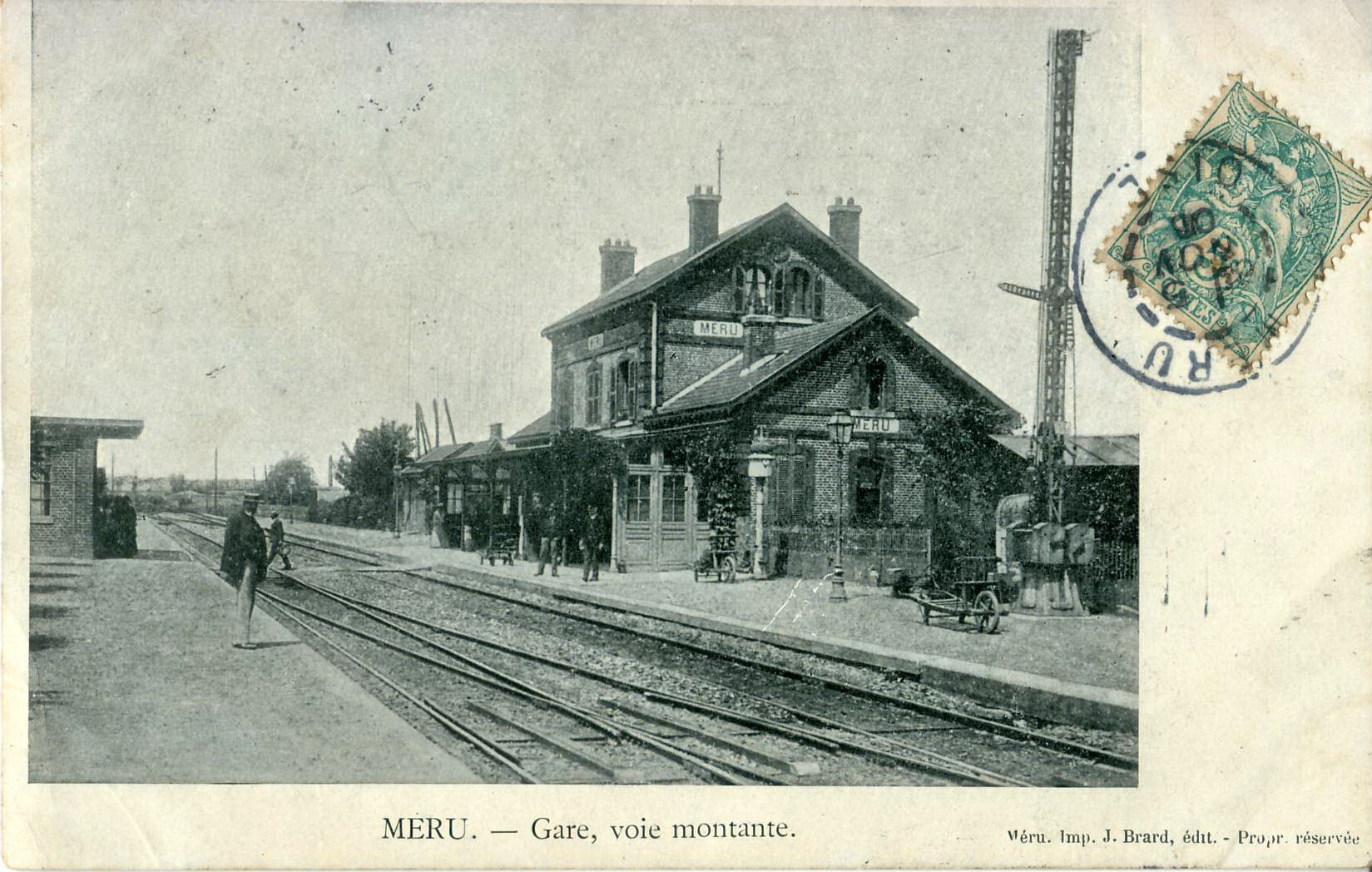
L'électro-sémaphore de la gare de Méru (type Lartigue - Nord), sur le quai à côté du bâtiment de la gare au début du XXe siècle. Le petit aileron dressé annonce l'arrivée d'un train sur la voie de gauche. Il a été déclenché à distance par le déploiement gravitaire de la grande aile du sémaphore de la gare précédente.
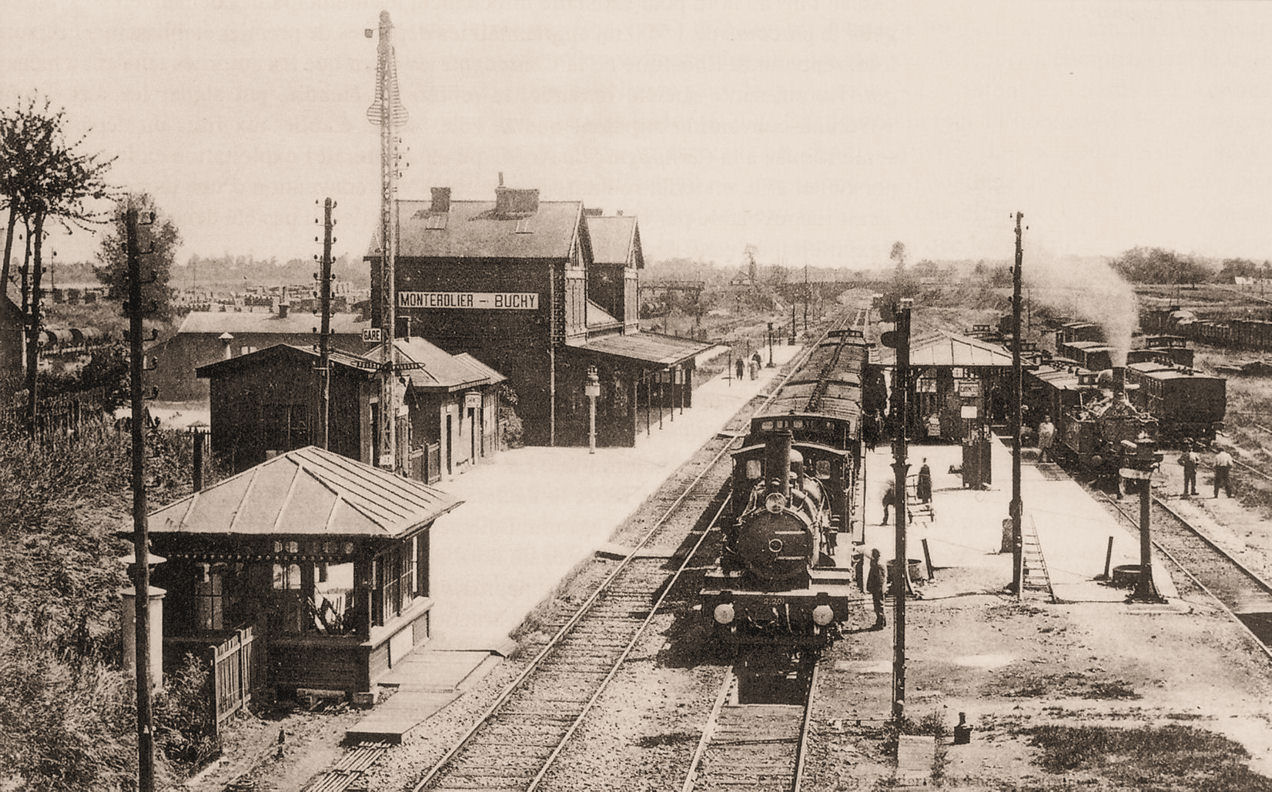
La gare de Montérolier - Buchy avec, au premier plan à gauche, la cabine de signalisation et d'aiguillage, puis lélectro-sémaphore
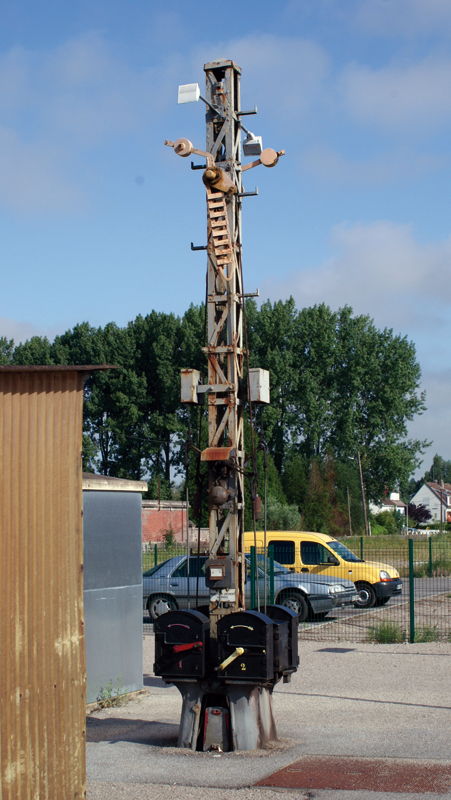
L'électro-sémaphore Lartigue installé sur le quai de la gare de Rue assura jusqu'en 2011 le cantonnement des circulations. Il commande l'allumage des cibles lumineuses.